# Сирингтаун (Њујорк)
Сирингтаун (енгл. Searingtown) насељено је место без административног статуса у америчкој савезној држави Њујорк.

## Демографија
По попису из 2010. године број становника је 4.915, што је 119 (-2,4%) становника мање него 2000. године.
| Група             | 2000.         | 2010.         |
| Белци             | 3.415 (67,8%) | 2.667 (54,3%) |
| Афроамериканци    | 50 (1,0%)     | 51 (1,0%)     |
| Азијати           | 1.302 (25,9%) | 1.915 (39,0%) |
| Хиспаноамериканци | 144 (2,9%)    | 178 (3,6%)    |
| Укупно            | 5.034         | 4.915         |